# Polo aquático nos Jogos Olímpicos de Verão de 1972
O torneio de Pólo aquático nos Jogos Olímpicos de Verão de 1972 foi realizado em Munique, Alemanha Ocidental.

## Masculino
| Ouro | Prata | Bronze |
| União Soviética Anatoli Akimov Aleksei Barkalov Vadim Gulyaev Aleksandr Dolgushin Aleksandr Dreval Vladimir Shmudski Aleksandr Kabanow Leonid Osipow Viacheslav Sobtschenko Nikolai Melnikow Aleksandr Schidlowski | Hungria András Bodnár Tibor Cservenyák István Görgényi Támás Faragó Zoltán Kásás Ferenc Konrád István Magas Dénes Pócsik László Sárosi Endre Molnár István Szivós | Estados Unidos Peter Asch Steven Barnett Bruce Bradley Stanley Cole James Ferguson Eric Lindroth John Parker Gary Sheerer James Sletton Russell Webb Barry Weitzenberg |

### Primeira fase
Os dois primeiros colocados de cada grupo avançaram para a disputa de 1º a 6º lugares. Os terceiro e quarto de cada grupo avançaram para a disputa de 7º a 12º lugares.

#### Grupo A
| Equipe             | Pts | J | V | E | D | GP | GC |
| ------------------ | --- | - | - | - | - | -- | -- |
| USA Estados Unidos | 10  | 5 | 5 | 0 | 0 | 31 | 18 |
| YUG Iugoslávia     | 8   | 5 | 4 | 0 | 1 | 35 | 24 |
| CUB Cuba           | 6   | 5 | 3 | 0 | 2 | 28 | 23 |
| ROM Romênia        | 4   | 5 | 2 | 0 | 3 | 38 | 26 |
| MEX México         | 2   | 5 | 1 | 0 | 4 | 25 | 30 |
| CAN Canadá         | 0   | 5 | 0 | 0 | 5 | 14 | 50 |

| 27 de agosto   |      |                |
| Iugoslávia     | 12–4 | Canadá         |
| México         | 4–6  | Cuba           |
| Romênia        | 3–4  | Estados Unidos |
| 28 de agosto   |      |                |
| Estados Unidos | 7–6  | Cuba           |
| México         | 7–3  | Canadá         |
| Romênia        | 7–8  | Iugoslávia     |
| 29 de agosto   |      |                |
| Estados Unidos | 8–1  | Canadá         |
| México         | 3–5  | Iugoslávia     |
| Romênia        | 3–4  | Cuba           |
| 30 de agosto   |      |                |
| Iugoslávia     | 7–5  | Cuba           |
| Romênia        | 16–4 | Canadá         |
| México         | 5–7  | Estados Unidos |
| 31 de agosto   |      |                |
| Cuba           | 7–2  | Canadá         |
| Iugoslávia     | 3–5  | Estados Unidos |
| Romênia        | 9–6  | México         |

#### Grupo B
| Equipe                 | Pts | J | V | E | D | GP | GC |
| ---------------------- | --- | - | - | - | - | -- | -- |
| HUN Hungria            | 7   | 4 | 3 | 1 | 0 | 22 | 6  |
| FRG Alemanha Ocidental | 6   | 4 | 2 | 2 | 0 | 21 | 13 |
| NED Países Baixos      | 5   | 4 | 2 | 1 | 1 | 14 | 11 |
| AUS Austrália          | 1   | 4 | 0 | 1 | 3 | 14 | 27 |
| GRE Grécia             | 1   | 4 | 0 | 1 | 3 | 13 | 27 |

| 27 de agosto       |      |               |
| Hungria            | 3–0  | Países Baixos |
| Grécia             | 7–7  | Austrália     |
| 28 de agosto       |      |               |
| Austrália          | 2–4  | Países Baixos |
| Alemanha Ocidental | 3–3  | Hungria       |
| 29 de agosto       |      |               |
| Alemanha Ocidental | 4–4  | Países Baixos |
| Grécia             | 1–6  | Hungria       |
| 30 de agosto       |      |               |
| Austrália          | 2–10 | Hungria       |
| Alemanha Ocidental | 8–3  | Grécia        |
| 31 de agosto       |      |               |
| Alemanha Ocidental | 6–3  | Austrália     |
| Grécia             | 2–6  | Países Baixos |

#### Grupo C
| Equipe              | Pts | J | V | E | D | GP | GC |
| ------------------- | --- | - | - | - | - | -- | -- |
| URS União Soviética | 8   | 4 | 4 | 0 | 0 | 30 | 9  |
| ITA Itália          | 6   | 4 | 3 | 0 | 1 | 27 | 16 |
| ESP Espanha         | 4   | 4 | 2 | 0 | 2 | 19 | 22 |
| BUL Bulgária        | 2   | 4 | 1 | 0 | 3 | 18 | 25 |
| JPN Japão           | 0   | 4 | 0 | 0 | 4 | 14 | 36 |

| 27 de agosto    |      |                 |
| Espanha         | 6–4  | Japão           |
| Itália          | 1–4  | União Soviética |
| 28 de agosto    |      |                 |
| União Soviética | 11–1 | Japão           |
| Itália          | 8–5  | Bulgária        |
| 29 de agosto    |      |                 |
| União Soviética | 7–2  | Bulgária        |
| Itália          | 6–2  | Espanha         |
| 30 de agosto    |      |                 |
| Bulgária        | 7–4  | Japão           |
| Espanha         | 5–8  | União Soviética |
| 31 de agosto    |      |                 |
| Itália          | 12–5 | Japão           |
| Espanha         | 6–4  | Bulgária        |

### Fase final
As equipes que integraram um mesmo grupo na primeira fase não voltam a se enfrentar na fase final. Vale o resultado obtido na fase anterior.

#### Classificação 7º-12º lugares
| Equipe            | Pts | J | V | E | D | GP | GC |
| ----------------- | --- | - | - | - | - | -- | -- |
| NED Países Baixos | 9   | 5 | 4 | 1 | 0 | 29 | 20 |
| ROM Romênia       | 7   | 5 | 3 | 1 | 1 | 24 | 19 |
| CUB Cuba          | 7   | 5 | 3 | 1 | 1 | 24 | 23 |
| ESP Espanha       | 4   | 5 | 2 | 0 | 3 | 26 | 26 |
| BUL Bulgária      | 2   | 5 | 0 | 2 | 3 | 17 | 23 |
| AUS Austrália     | 1   | 5 | 0 | 1 | 4 | 18 | 27 |

| 1 de setembro |     |               |
| Romênia       | 7–4 | Espanha       |
| Países Baixos | 5–2 | Bulgária      |
| Cuba          | 6–5 | Austrália     |
| 2 de setembro |     |               |
| Romênia       | 4–3 | Bulgária      |
| Austrália     | 4–8 | Espanha       |
| Cuba          | 6–8 | Países Baixos |
| 3 de setembro |     |               |
| Austrália     | 4–4 | Bulgária      |
| Romênia       | 5–5 | Países Baixos |
| Cuba          | 4–3 | Espanha       |
| 4 de setembro |     |               |
| Cuba          | 4–4 | Bulgária      |
| Romênia       | 5–3 | Austrália     |
| Países Baixos | 7–5 | Espanha       |

#### Classificação 1º-6º lugares
| Equipe                 | Pts | J | V | E | D | GP | GC |
| ---------------------- | --- | - | - | - | - | -- | -- |
| URS União Soviética    | 8   | 5 | 3 | 2 | 0 | 22 | 16 |
| HUN Hungria            | 8   | 5 | 3 | 2 | 0 | 23 | 18 |
| USA Estados Unidos     | 6   | 5 | 2 | 2 | 1 | 24 | 23 |
| FRG Alemanha Ocidental | 3   | 5 | 0 | 3 | 2 | 15 | 18 |
| YUG Iugoslávia         | 3   | 5 | 1 | 1 | 3 | 20 | 24 |
| ITA Itália             | 2   | 5 | 0 | 2 | 3 | 21 | 26 |

| 1 de setembro      |     |                    |
| Hungria            | 8–7 | Itália             |
| Estados Unidos     | 4–4 | Alemanha Ocidental |
| Iugoslávia         | 4–5 | União Soviética    |
| 2 de setembro      |     |                    |
| Iugoslávia         | 6–6 | Itália             |
| Alemanha Ocidental | 2–4 | União Soviética    |
| Estados Unidos     | 3–5 | Hungria            |
| 3 de setembro      |     |                    |
| Alemanha Ocidental | 2–2 | Itália             |
| Iugoslávia         | 2–4 | Hungria            |
| Estados Unidos     | 6–6 | União Soviética    |
| 4 de setembro      |     |                    |
| Iugoslávia         | 5–4 | Alemanha Ocidental |
| Estados Unidos     | 6–5 | Itália             |
| Hungria            | 3–3 | União Soviética    |

## Classificação final
| Pos. | País               |
| ---- | ------------------ |
|      | União Soviética    |
|      | Hungria            |
|      | Estados Unidos     |
| 4    | Alemanha Ocidental |
| 5    | Iugoslávia         |
| 6    | Itália             |
| 7    | Países Baixos      |
| 8    | Roménia            |
| 9    | Cuba               |
| 10   | Espanha            |
| 11   | Bulgária           |
| 12   | Austrália          |
| 13   | México             |
| 14   | Grécia             |
| 15   | Japão              |
| 16   | Canadá             |